# Jag ser underbara ting
Jag ser underbara ting är ett TV-program från 1993, gjort av Hans Villius och Olle Häger.

## Handling
Programmet är en resa genom egyptisk historia från andra världskrigets El Alamein, över Alexandria, pyramiderna vid Gize, och vidare längs Nilen till Konungarnas dal. Det är Hans Villius som guidar på resan och rubriken är ett citat, det närmast andlösa yttrande som fälldes av arkeologen Howard Carter, när han 1922 kunde kasta en första blick in i Tutankhamons dittills orörda och sagolikt rika grav.

### Fotnoter
1. ↑  ”Jag ser underbara ting”. Svensk mediedatabas. http://smdb.kb.se/catalog/id/001714434. Läst 15 november 2012.